# 亞納奧爾霍山 (奧羅佩薩區)
14°32′47″S 72°34′38″W / 14.54639°S 72.57722°W
亞納奧爾霍山（Yana Urqu），是秘魯的山峰，位於該國南部阿普里馬克大區，由安塔班巴省的奧羅佩薩區負責管轄，屬於萬索山脈的一部分，海拔高度5,000米。